# Dvärghund

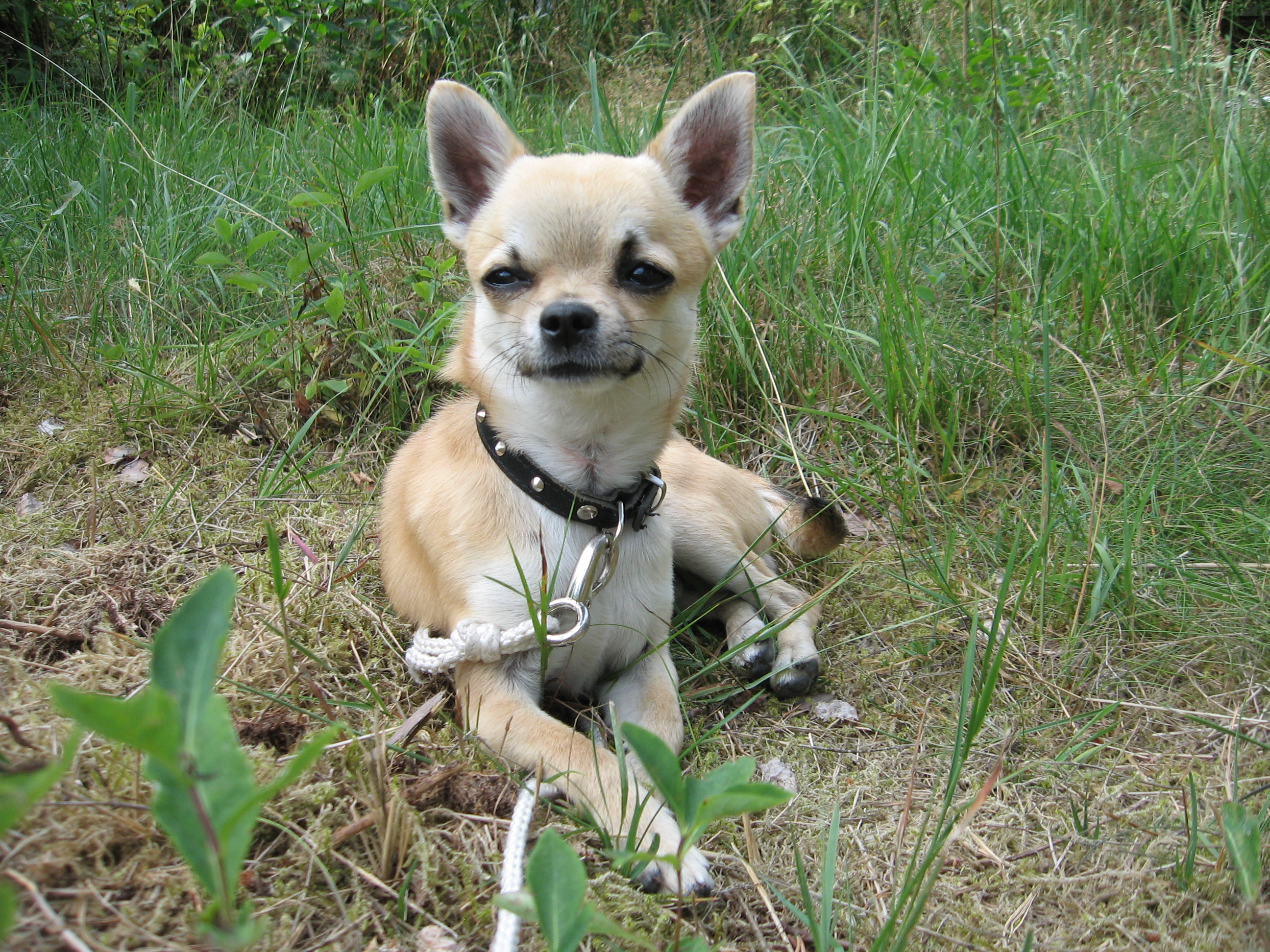
Chihuahua är en dvärghund.

Dvärghundar var tidigare en egen rasgrupp. Dit räknas de flesta av de hundraser som är under 30 cm i mankhöjd. Dit hör bland annat chihuahua, mops, pomeranian, malteser, yorkshireterrier, papillon.
Inom Svenska Kennelklubben representeras de flesta dvärghundar av Svenska Dvärghundsklubben (SDHK).